# Letnie Igrzyska Olimpijskie 2028
Ten artykuł dotyczy przyszłego wydarzenia sportowego. Informacje w nim zawarte zmienią się w przyszłości.
XXXIV Letnie Igrzyska Olimpijskie (oficjalnie Igrzyska XXXIV Olimpiady) – multidyscyplinarne zawody sportowe, które odbędą się w Stanach Zjednoczonych – Los Angeles pomiędzy 14 lipca a 30 lipca 2028 roku. Gospodarz igrzysk został ogłoszony 13 września 2017 roku podczas 131. Sesji MKOl w Limie. Los Angeles było już dwukrotnie gospodarzem letnich igrzysk: w 1932 i 1984 roku.

## Hasło
Razem tworzymy przyszłość (ang. Together we create the future).

## Miasta aplikujące
- Los Angeles

Miasto organizowało już letnie igrzyska olimpijskie w 1932 i 1984 roku. W kwietniu 2014 roku po raz pierwszy ogłoszona została informacja o staraniach Los Angeles o organizację tego wydarzenia w 2024 roku. W lipcu 2015 roku, po rezygnacji Bostonu, miasto zostało oficjalnym kandydatem Stanów Zjednoczonych do organizacji igrzysk. 31 lipca 2017 roku, za porozumieniem z kandydaturą Paryża, Los Angeles zrezygnowało z ubiegania się o termin 2024 roku w zamian za organizację Letnich Igrzysk Olimpijskich w 2028 roku.

## Wybór organizatora
Decyzja o wyborze Los Angeles jako miasta organizującego igrzyska olimpijskie w 2028 roku została ogłoszona 13 września 2017 roku na 131. Sesji Międzynarodowego Komitetu Olimpijskiego w Limie. Miasto stanu Kalifornia było jedynym kandydatem do organizacji tych zawodów. Był to wynik porozumienia z kandydaturą Paryża, które tego samego dnia zostało organizatorem igrzysk olimpijskich w 2024 roku.

## Dyscypliny sportowe
9 października 2023 roku pojawiła się propozycja dodania 5 dyscyplin do programu igrzysk w Los Angeles, takich jak baseball/softball, krykiet, lacrosse, futbol flagowy, oraz squash, spośród których ostatnie dwie dyscypliny mają zadebiutować na igrzyskach olimpijskich. 13 października tego samego roku zaproponowano dodanie wioślarstwa morskiego do programu olimpijskiego. Ostateczną decyzją na 141. Sesji MKOl w Bombaju propozycja ta została przyjęta. Jednocześnie w 2024 roku Międzynarodowy Komitet Olimpijski postanowił o wykluczeniu boksu z programu igrzysk w Los Angeles.